# Gizem Arıkan
Gizem Arıkan (* 27. Mai 1993 in Istanbul) ist eine türkische Schauspielerin.

## Leben und Karriere
Gizem Arıkan wurde am 27. Mai 1993 in Istanbul geboren. Ihr Debüt gab sie 2016 in dem Film Aşkın 5 Hali. Anschließend war sie 2018 in dem Film Organik Aşk zu sehen. Im selben Jahr trat sie in der Fernsehserie Bir Deli Rüzgar auf. Ihre erste Hauptrolle bekam sie 2019 in der Serie Yaralı Kuşlar. 
Außerdem wurde Arıkan 2020 für die Serie Aile Şirketi gecastet. Von 2020 bis 2021 spielte Arıkan in Eşkıya Dünyaya Hükümdar Olmaz mit. Ihre nächste Hauptrolle bekam sie 2022 in İçimizdeki Ateş.

## Filmografie
Filme
- 2016: Aşkın 5 Hali
- 2018: Organik Aşk

Serien
- 2018: Bir Deli Rüzgar
- 2019: Yaralı Kuşlar
- 2019: Çocuklar Duymasın
- 2020: Aile Şirketi
- 2020–2021: Eşkıya Dünyaya Hükümdar Olmaz
- 2022: İçimizdeki Ateş